# Ендосимбіотична теорія

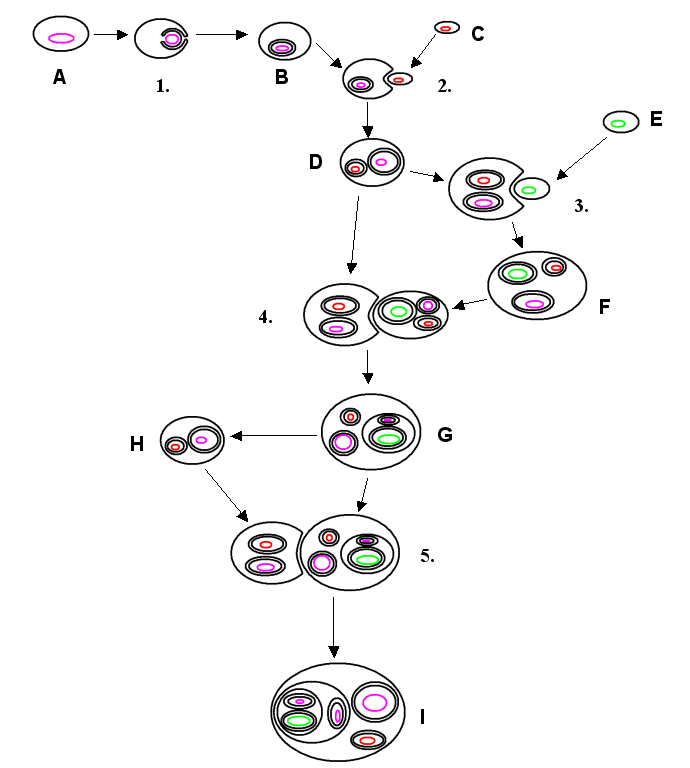
Схема еволюції еукаріотичних клітин.
1 — утворення подвійної мембрани ядра,
2 — придбання мітохондрій,
3 — придбання пластид,
4 — входження клітини, що утворилася, (фотосинтезуюча еукаріотична) до складу нефотосинтезуючої еукаріотичної (наприклад, під час еволюції криптофітових водоростей),
5 — вхождення клітини, що утворилася, знову до складу нефотосинтезуючої (наприклад, при ендосимбіозі цих водоростей з інфузоріями).
Кольором показано геном
предків еукаріот, мітохондрій та пластид.

Ендосимбіотична теорія (англ. Endosymbiotic theory), також теорія ендосимбіогенезу або теорія послідовних ендосимбіозів — одна із теорій походження еукаріотичної клітини, згідно з якою походження мітохондрій та пластид вважається симбіотичним. Тобто зазначені органели пішли від окремих внутрішньоклітинних бактерій-симбіонтів, що стали невіддільною частиною клітини через збільшення ступеня взаємної залежності. За цією теорією, пращурами мітохондрій були альфа-протеобактерії (зокрема, Rickettsiales або їхні близькі родичі), а пращурами пластидів — ціанобактерії. Виникнення ядра залишається дискусійним, хоча припускають, що воно має автогенетичне походження.
На сьогодні подібна позиція щодо походження пластид та мітохондрій приймається науковою спільнотою, визнається і той факт, що бактеріальні ендосимбіонти зробили внесок у формування метаболічних та сигнально-регуляторних систем не тільки у органелах, але і у цитоплазмі. На користь ендосимбіотичної гіпотези свідчать: 1) явища симбіозу у сучасному еукаріотичному світі, 2) явище використання паразитами геному хазяїна та явище горизонтального переносу генів та ін.

## Історія

### Деякі хронологічні віхи становлення теорії
1883 — 1903 роки — Шимпер (Schimper, 1883) та Цвєт (Tswett, 1896), припускають можливість симбіотичного походження зелених рослин через об‘єднання з організмом, забарвленим у зелений колір, Фамінцин (1891) піднімає питання про симбіотичні відношення водоростей та тварин;
1905 рік — К. С. Мережковський робить припущення щодо виникнення пластид від синьозелених водоростей, теорія симбіогенезису;
1909 — 1910 роки — теорія двох плазм Мережковського (мікоплазми та амебоплазми), як основа симбіогенезису. Постулювання семи симбіотичних актів.
1924 рік — розвиток Козо-Полянським поглядів Мережковського. «органоиды клетки не являются продуктами дифференциации, но представляют результат суммирования, присоединения и внедрения со стороны перед тем автономных и ведших самостоятельное существование жизненных единиц» (рос.) (Цит. за Зеров, 1972).
1959 рік — Стокінг та Гіффорд (Stocking and Gifford) виявили ДНК у хлоропласті Spirogyra sp.
1967-1970 роки — відновлення та розвиток теорії ендосимбіозу Саган-Маргуліс (Sagan 1967, Margulis 1968, 1970). Постулювання Рейвном (Raven, 1970) дев‘яти кроків виникнення пластид.
1972 рік — Піготт та Карр (Pigott and Carr, 1972) вперше встановили спорідненість пластидної та бактеріальної ДНК, порівнюючи пластидну ДНК Euglena sp. та ціанобактерії.
1975 рік — Бонен та Дулітл (Bonen and Doolittle, 1975) показали, що пластидні гени Porphyra близькі до генів ціанобактерій, підтримуючи ендосимбіотичне походження. Роботи Кавальє-Сміса (Cavalier-Smith, 1975) та Тейлора (Taylor, 1975).
1981 рік — Маргуліс (Margulis, 1981) представляє симбіотичну гіпотезу про походження джгутика евкаріотичної клітини.
1986 рік — Пейс та ін (Pace et al., 1986) на основі аналізу досліджень рибосомальної РНК підтримують ендосимбіотичну гіпотезу.
1991 рік — дослідження Согін (Sogin et al, 1991) еволюції РНК, підтвердження ендосимбіотичної гіпотези.
З 1991 року і до нашого часу — розшифрування пластидного та ядерного геному, цитологічні дослідження, накопичення інформації та перебудова існуючих філогенетичних дерев.

### Факти становлення теорії
До появи ідей, описаних вище та нижче, існував традиційний погляд на походження та еволюцію евкаріотичних клітин, який заключався в тому, що усі живі організми виникли від єдиної предкової популяції у результаті накопичення різного роду мутацій під дією природного добору. Ця гіпотеза дістала назву автогенетичної. Проте ця гіпотеза не пояснювала схожості у будові пластид та прокаріотичних клітин, неможливість виникнення цих органел de novo.
Андреас Шімпер (Andreas Franz Wilhelm Schimper) звернув увагу на те, що хлоропласти мають певні симбіотичні риси (Schimper, 1883). Таку схожість також підмітили російські ботаніки М. С. Цвєт та А. С. Фамінцин. Ідея, що пластиди виникли ендосимбіотично з синьозелених водоростей, належить Костянтину Мережковському (Mereschkowsky, 1905), власне, як і термін симбіогенезис. Ідеї цих дослідників не були сприйняті науковою спільнотою.
Гіпотезу щодо симбіотичного походження мітохондрій висунув американський біолог Іван Валлін (Wallin, 1923), що ознайомився з роботами Портьє (Portier, 1918 цит. за Маргелис Л., 1983).
Ці теорії були відкинуті через їх фантастичність та непідтвердженість.
З розвитком досліджень пластидного геному, зокрема, методами електронної мікроскопії, молекулярно-генетичними та біохімічними методами дослідники повернулись до цих ідей.
Повернення та нове обґрунтування ідей ендосимбіозу пов'язане з роботами Лінн Маргуліс (Lynn Margulis). У своєї роботі 1981 року Symbiosis in Cell Evolution (Симбіоз і еволюція клітини) вона зазначала, що еукаріотичні клітини виникли як спільноти взаємодіючих організмів, висувається теорія стосовно того, що пластиди виникли від самостійно існуючих бактерій, а мітохондрії набули здатності до ефективного кисневого дихання ще тоді, коли були вільно існуючими бактеріями. Також була висунута гіпотеза щодо походження джгутика від бактерій-спірохет. Остання ідея не отримала підтримки, оскільки будова джгутиків кардинально відрізняється від структури прокаріотичних клітин.
Також розглядалася можливість того, що і пероксисоми мають ендосимбіотичне походження, хоча вони і не мають ДНК. Крістіан де Дюв запропонував, що вони, можливо, були першими ендосимбіонтами, що дозволили клітинам витримати зростання кількості вільного молекулярного кисню в атмосфері Землі. Проте, зараз вважається, що вони були сформовані de novo, а не в результаті симбіотичного походження (Gabaldón et. al., 2006).
Враховуючи піонерний вклад у розвиток теорії К. С. Мережковського, ендосимбіотична теорія отримала ім'я Мережковського-Маргуліс.
Згідно з гіпотезою Мережковського-Маргуліс, евкаріотична клітина виникла внаслідок кількох ендосимбіозів: гіпотетична прокаріотична анаеробна клітина, що здатна до фагоцитозу, захопила, проте не перетравила аеробну гетеротрофну бактерію, яка перетворилася на мітохондрію. Захоплення ціанобактерії зумовило появу пластиди. Після цього внаслідок автогенетичного процесу, пов‘язаного з утворенням глибоких інвагінацій плазмалеми, навколо нуклеоїду клітини-господаря утворилось ядро. Далі базальні тіла джгутиків трансформувались у центри організації веретена поділу, внаслідок чого спочатку виник мітоз, а потім мейоз.

## Деякі свідчення на користь теорії
Свідчення, яке доводять, що мітохондрії і пластиди з'явились як результат ендосимбіозів, вказані нижче:
- Загальна схожість за формою, розміром, ультраструктурою мембран мітохондрій та бактерій, специфічними ферментними комплексами, хлоропластів та синьозелених водоростей;
- Як мітохондрії, так і пластиди містять ДНК, відмінну від ДНК ядра клітини і подібну до ДНК бактерій (тобто, з малою кількістю нуклеотидів та без гістонної організації);
- Формування пластид та мітохондрій у клітині подібний до бінарного поділу бактерій. Неможливість утворення пластид та мітохондрій de novo;
- Подібність на ультраструктурному та біохімічному рівні, наприклад присутність тилакоїдів та специфічних хлорофілів, дуже нагадують такі утвори у ціанобактерій;
- Відсутність повторів у деяких мітохондріальних та бактеріальних геномах, наявність поліцистронної транскрипції;
- Наявність у пластидах та мітохондріях власного білкового синтезу;
- Білковий синтез бактерій, хлоропластів, мітохондрій на рибосомах 70 S можна розділити еритроміцином, синтоміцином, у той час коли циклогексимід, пригнічувач синтезу для евкаріотичних 80 S рибосом, на бактеріальні та пластидні геноми не діє;
- Збереження серед евкаріотів, які отримали свої пластиди безпосередньо від бактерій (відомі, як Primoplantae), водорості глаукоцистофіти мають ціанопласти, які містять пептидоглікан муреїн між оболонками та за будовою нагадують ціанобактерій.

Можливий вторинний ендосимбіоз (тобто, з використанням пластиди у евкаріотичному організмі) спостерігався експериментально Okamoto & Inouye (2005). Наприклад, гетеротрофний найпростіший організм Hatena діє як хижак, поки не заковтне зелену водорість, яка втрачає свої джгутики, цитоскелет і інші структури, а Hatena, будучи у цьому випадку моделлю хазяїна, перемикається на фотосинтетичний метаболізм, набуває здатності рухатися у напрямку світла (фототаксису) та втрачає свій апарат, що використовувався для підтримання стратегії гетеротрофного живлення.

## Деякі свідчення проти теорії
- ДНК мітохондрій не завжди кільцева, а часто має лінійну форму, чого ніколи[джерело?] не спостерігається у прокаріот. У деяких мітохондріях та хлоропластах відмічено сплайсинг.
- Мітохондрії та пластиди, виділені поза клітиною, не здатні до самостійного існування;
- Особливості механізмів елонгації, реплікації, транскрипції та ініціації у мітохондріях;
- Своєрідність механізму білоксинтезуючого апарату мітохондрій, зокрема, будова рибосом (рибосоми мають варіабельну структуру та вагу від 55 S до 75 S;
- Неможливість пояснення виникнення гігантських мітохондрій та існування особливої мітохондріальної системи кінетопластид.

## Синтетична гіпотеза
Станом на 2017 рік приймалася синтетична гіпотеза походження евкаріот, що має риси як автогенетичної, так і ендосимбіотичної теорії та пояснює утворення евкаріотичної клітини шляхом симбіозу, виникнення та вдосконалення певних систем (наприклад, ядерного апарату) та зазначає важливу виняткову еволюційну роль горизонтального переносу генів.
За даними порівняльної геноміки вважалося, що ключовою подією став симбіоз протеобактеріальної та архейної клітин, який призвів до перетворення захопленої протеобактерії на мітохондріональну органелу. Утворена евкаріотна клітина стала спільним предком усіх рослин, тварин і грибів.
Хлоропласти ж евкаріотичні організми набули пізніше, у різних еволюційних гілках і різними шляхами. Зокрема, розрізняють первинні хлоропласти (коли евкаріотична клітина захопила ціанобактерію), вторинні (евкаріот захопив іншого евкаріота, що вже містив первинний хлоропласт) та навіть третинні (коли захоплений евкаріот мав вторинний хлоропласт).